# Tegola marsigliese

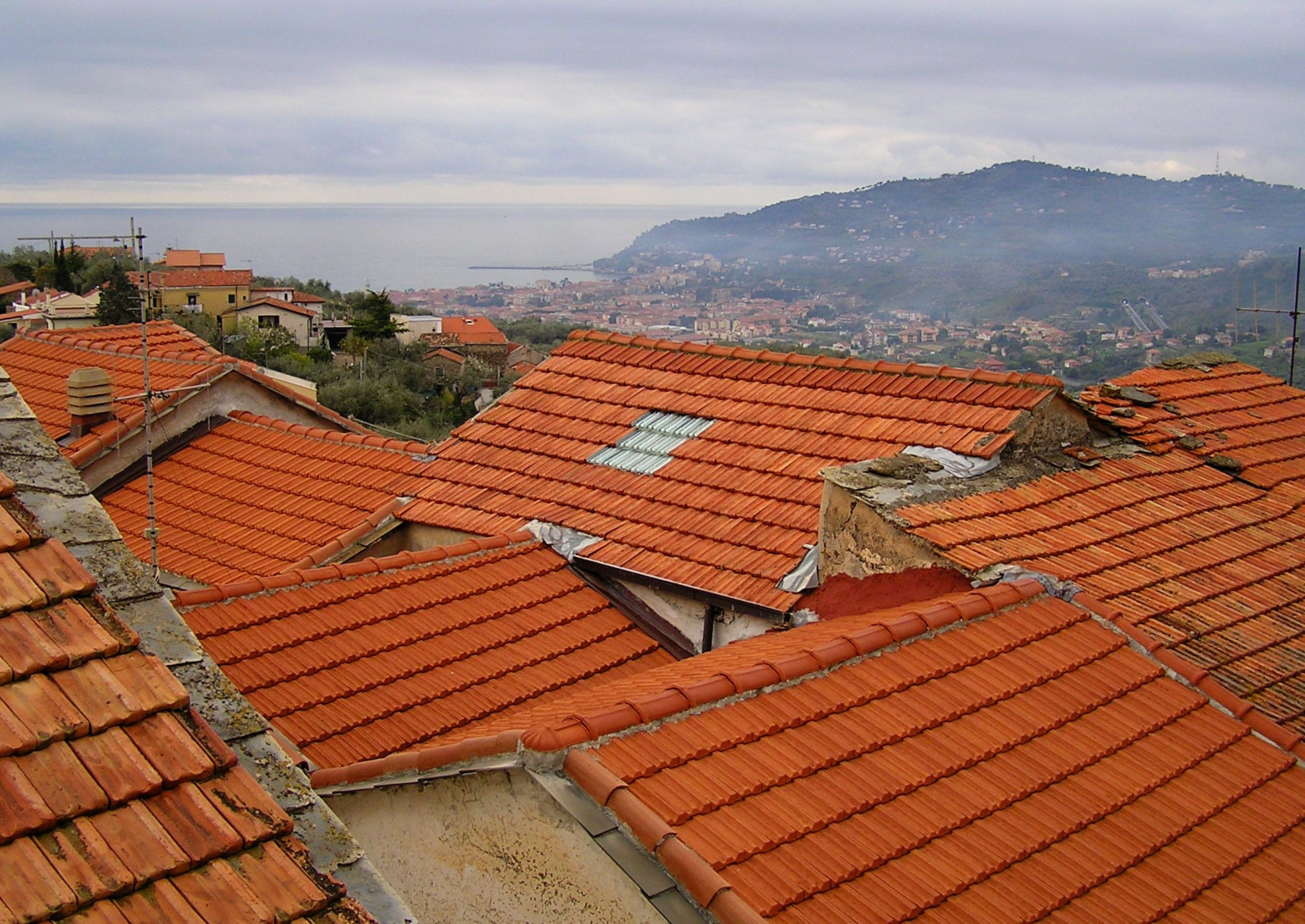
Tetti con tegole marsigliesi di varie epoche nel ponente ligure.

La tegola marsigliese è un tipo di tegola laterizia piana.

## Caratteristiche
Una serie di sagomature sul perimetro permette l'incastro tra una tegola e l'altra ed evita infiltrazioni di pioggia.

Le dimensioni medie di una tegola marsigliese sono comprese tra 41 cm. × 25 cm e i  45 cm. x 26,5 ed il peso va da 2,5 a 3,5 kg. Esistono in produzione da decenni anche tegole marsigliesi di dimensioni maggiori.  

Per coprire un m² di falda occorrono mediamente 14 tegole.

## Posa

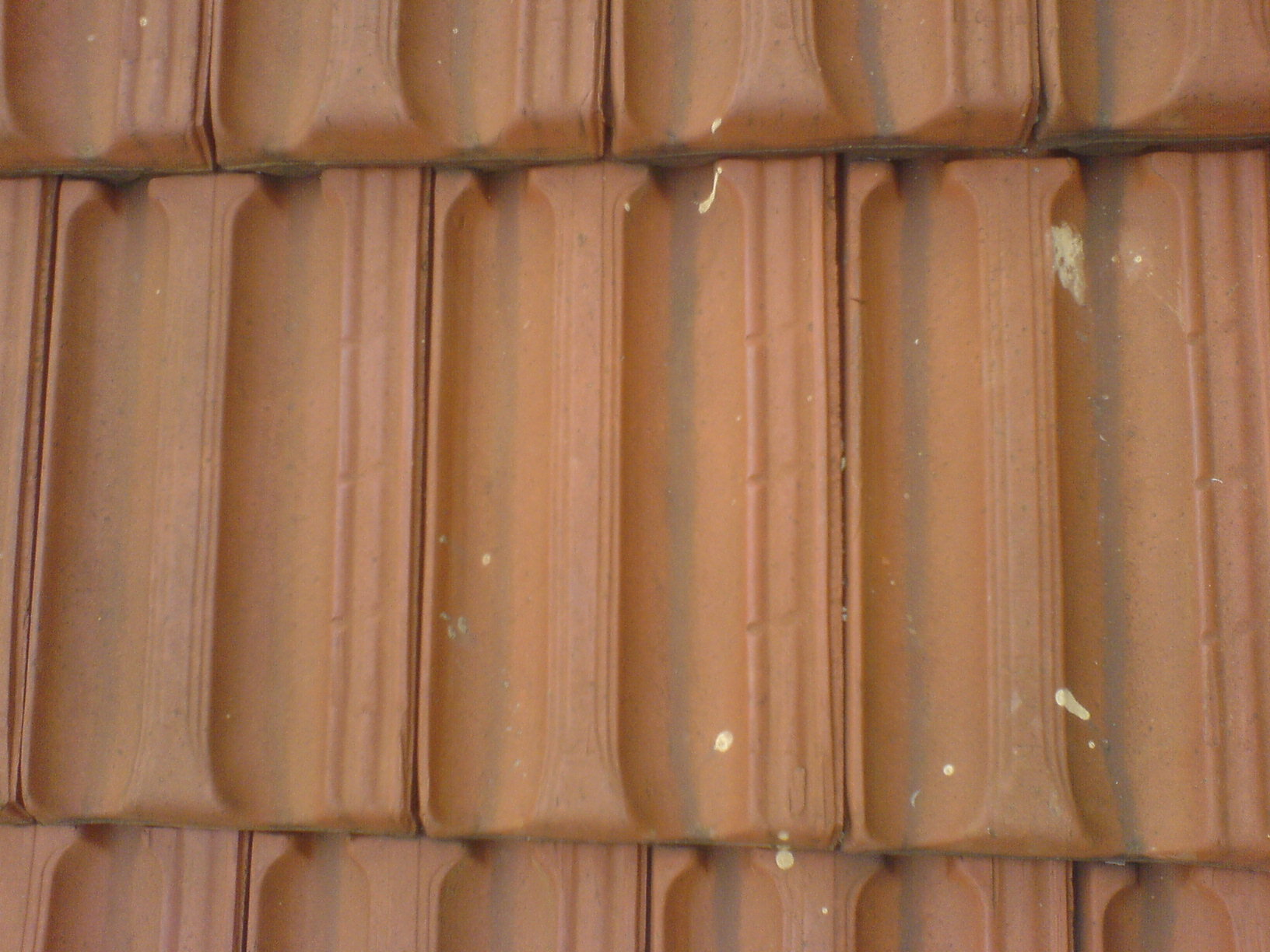
Particolare di copertura in tegole marsigliesi contemporanee.

La posa delle tegole marsigliesi si esegue per file orizzontali, su listelli in legno o su pannelli prefabbricati, predisponendo la prima fila allineata alla gronda del tetto. Le tegole vengono quindi posate sfalsate, in modo che le giunture non rimangano allineate, e sovrapponendo i terminali delle tegole. La parte di tegola che rimane scoperta è quindi compresa tra 32 e 39 cm.

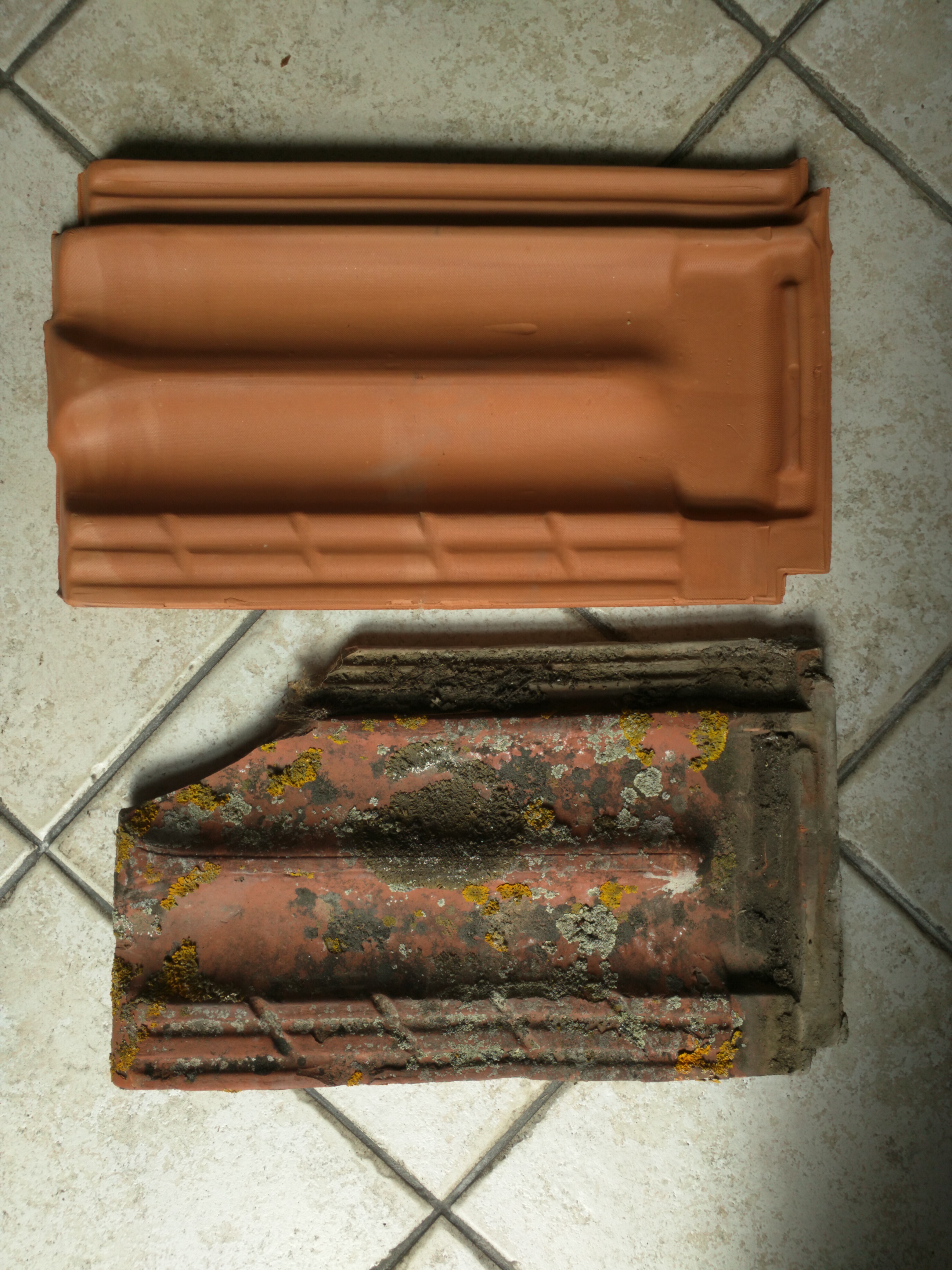
Due tegole marsigliesi; una nuova ed una vecchia

Esistono pezzi speciali, chiamati mezza tegola, che consentono di completare una falda senza dover tagliare tegole intere.

Per completare il tetto vi sono altri pezzi speciali per colmi, converse, comignoli, paraneve, supporti per antenne. Esistono anche tegole marsigliesi realizzate in vetro anziché in laterizio, per permettere l'illuminazione dei vani sottotetto senza la necessità di dover posare serramenti.

Le falde dei tetti coperti con tegole marsigliesi hanno solitamente una pendenza minima del 30% e possono arrivare fino al 100%.

In zone molto ventose, o su falde con elevata pendenza, le tegole debbono essere chiodate ai listelli di supporto per mezzo di un foro passante di cui solitamente sono dotate; alcune tegole prevedono anche un occhiello per la legatura con filo di ferro dalla parte inferiore.

## Storia
La tegola marsigliese è stata brevettata il 25 marzo 1841 dai fratelli François – Xavier e Thiébaut – Joseph Gilardoni..

Si trattava di una idea rivoluzionaria, per l'epoca, poiché per la prima volta le tegole potevano essere prodotte industrialmente. Le tegole dei fratelli Gilardoni prevedevano, oltre agli incastri sui lati sinistro e superiore della tegola, anche un ispessimento a losanga al centro, nella faccia superiore, che permetteva di evitare il collasso della tegola durante l'essiccatura e serviva di supporto ai piedi dei posatori che camminavano sui tetti.